# Ausbaugespann
Ein Ausbaugespann, auch Rahmengespann genannt, ist ein hydraulischer Schreitausbau, der aus zwei oder drei Ausbaurahmen besteht. Ausbaugespanne sind die älteste Schreitausbauart. Sie wurden seit der Mitte der 1960er Jahre im deutschen Steinkohlenbergbau beim Strebbau eingesetzt. Seit Anfang der 1980er Jahre werden sie nicht mehr eingesetzt. Der Nachfolgetyp dieses Schreitausbaus war der Ausbaubock.

## Aufbau und Einsatz
Das Ausbaugespann besteht aus zwei baugleichen Ausbaurahmen. Der Abstand dieser Rahmen beträgt bis zu einem Meter. In jedem dieser Rahmen sind zwei Hydraulikstempel eingebaut. Beide Stempel befinden sich in einer Ebene. Je nach Gespannausführung wurden die Hydraulikstempel entweder in normaler Lage oder auf dem Stempelkopf stehend eingebaut. Bei der Einbauweise auf dem Kopf stehend wurden die Oberstempel durch ein Schutzrohr geschützt. Die Stempel sind im oberen Bereich mit einer Kappe und im unteren Bereich mit einer Sohlenschwelle verbunden. Die Kappe ist in der Regel geteilt ausgeführt. Die beiden Rahmen des Gespanns sind mit einem Rückzylinder miteinander verbunden. Für das Rücken des Ausbaugespanns werden bevorzugt doppelt wirkende hydraulische Zylinder eingesetzt. Die Rückzylinder sind entweder mit anderen Ausbaurahmen oder mit dem Strebförderer verbunden. Es gibt auch Ausbaugespanne, bei denen im Sohlenbereich zwischen den Ausbaurahmen ein Führungsrahmen montiert ist. In diesem Rahmen befinden sich der Rückzylinder, das Steuergerät und die Hydraulikschläuche. Jedes Gespann lässt sich per Nachbarschaftsschaltung vom Nachbargespann bedienen. Der Führungsrahmen wird durch ein Abdeckblech geschützt. Es wurden auch Gespanne mit zwei Ausbaurahmen mit jeweils drei Hydraulikstempeln hergestellt. Diese Ausbaugespanne waren für schwierige Bedingungen konstruiert und wurden in allen Lagerungsverhältnissen mit Flözmächtigkeiten zwischen 0,4 und 2,8 Metern eingesetzt. Bei diesen Gespannen wurden die Stempel im unteren Bereich auf 300 Millimeter breite Kufen aus Federbandstahl befestigt. Die Kappen, in denen die Stempelköpfe gelagert sind, werden ebenfalls mit breiten Federstahlbändern verbunden. Nachteilig bei Ausbaugespannen ist die relativ offene Bauweise, sie bietet für die Bergleute nur einen ungenügenden Schutz gegen Stein- und Kohlenfall. Insbesondere der Bereich des Alten Mannes wurde durch die Ausbaugespanne nicht genügend abgeschirmt. Da auch nur ein unzureichender Schutz gegen Hangendausbrüchen besteht, sind Ausbaugespanne nur bei festem und gut beherrschbarem Nebengestein geeignet.

## Rücken des Ausbaugespanns
Die einzelnen Ausbaugespanne werden, entsprechend dem Abbaufortschritt, hydraulisch nach vorne gefahren. Für das Rücken des Ausbaugespanns wurden verschiedene Verfahren erprobt. Für Ausbaugespanne mit zwei Ausbaurahmen unterscheidet man im Wesentlichen zwei Schrittarten, den Nachziehschritt und den Überholschritt. Beim Nachziehschritt schiebt sich als erstes ein Rahmen um das Schrittmaß vor, anschließend wird er wieder belastet. Danach wird der nun zurückstehende zweite Rahmen gelöst und um das Schrittmaß vorgerückt. Sobald die Rahmen ihre Position erreicht haben, werden sie wieder verspannt. Beim Überholschritt stehen die Ausbaurahmen in der Grundposition  jeweils versetzt zueinander. Beim Rücken wird der jeweils zurückstehende Rahmen soweit vorgezogen, dass er um ein halbes Schrittmaß vor dem anderen Rahmen steht. Als Schrittmaß können kleine oder große Schritte gewählt werden. Die üblichen Schrittmaße liegen zwischen 0,4 und 1,5 Metern. Sowohl das große als auch das kleine Schrittmaß haben hinsichtlich der Belastung des Hangenden Nachteile. Bei großen Schrittmaßen dauert es länger, bis das freigelegte Hangende wieder unterstützt wird. Bei kleinen Schrittmaßen kann das mehrfache Ent- und Belasten des Hangenden zu einer Verschlechterung des Hangenden führen. Dieser Fall kann insbesondere bei sehr nahe beieinander liegenden Rückstellen eintreten.